# Giuseppe Cenci
Giuseppe Cenci, genannt Giuseppino, († 16. Juni 1616 in Rom) war ein italienischer Sänger und Komponist.

## Leben
Die meisten Quellen zu Leben und Werk sind unter der Namensform Giuseppino zu finden, daher ist die Identität der Person nicht in jedem Detail gesichert. Am 21. Februar 1598 trat Cenci als Tenor in die päpstliche Kapelle ein. Zu dieser Zeit stand er in den Diensten des Kardinals Odoardo Farnese. 1608 wechselte er in den Haushalt von Scipione Borghese, dem Neffen von Papst Paul V. Vincenzo Giustiniani schrieb Cenci 1628 zusammen mit Giulio Caccini die Entdeckung oder Verfeinerung des rezitativischen Stils zu.
Zu seinen Werken gehört u. a. die Canzonetta Fuggi, fuggi, fuggi da questo cielo, die später unter dem Titel La Mantovana bekannt wurde und mit ihrem markanten Tonleiter-Motiv als Vorbild für viele europäische Lieder wurde. Sie gilt auch als Vorbild für die israelische Nationalhymne haTikwa und das Hauptmotiv von Bedřich Smetanas Moldau.

## Werke
- Io che l’età solea viver nel fango, strophische Variationen
- Anima bella che nel sen ten stai, strophische Variationen
- Se perché voi mi tolga, strophische Variationen
- Vita della mia vita, strophische Variationen
- Dunque Clorida mia, strophische Variationen
- Leggiadri occhi sereni, strophische Variationen
- Se’l dolce sguardo, strophische Variationen
- Occhi ch’alla mia vita, Solo-Madrigal
- Ahi com’a un vago sol, Solo-Madrigal
- Occhi un tempo mia vita, Solo-Madrigal
- Deh dolc’anima mia, Solo-Madrigal (Text von Giovanni Battista Guarini aus Il pastor fido)
- Perche non togli o Clori i pesci ai fiumi, Dialog
- Amorosa Licori, Dialog
- Fuggi, fuggi, fuggi da questo cielo, Canzonetta
- Più non amo più non ardo, strophisches Duett